# Aguas Verdes (distrito)
Aguas Verdes é um distrito peruano localizado na Província de Zarumilla, região de Tumbes. Sua capital é a cidade de Aguas Verdes.

## Transporte
O distrito de Aguas Verdes é servido pela seguinte rodovia:
- PE-1N, que liga o distrito - Ponte Huaquillas/Aguas Verdes (Fronteira Equador-Peru) - e a rodovia equatoriana E50 - à cidade de Lima (Província de Lima)
- PE-1NO, que liga o distrito - Ponte Huaquillas/Aguas Verdes (Fronteira Equador-Peru) à cidade de Zarumilla
- TU-101, que liga a cidade de Zarumilla ao distrito de Matapalo[2][3][4]